# Ixodes transvaalensis
Ixodes transvaalensis är en fästingart som beskrevs av Clifford och Harry Hoogstraal 1966. Ixodes transvaalensis ingår i släktet Ixodes och familjen hårda fästingar. Inga underarter finns listade i Catalogue of Life.